# Клеппнер, Дэниел
Дэниел Клеппнер (англ. Daniel Kleppner; 16 декабря 1932, Нью-Йорк, Нью-Йорк, США — 16 июня 2025) — американский физик, в последние годы специализирующийся на атомной физике. Известность принесло создание конденсата Бозе — Эйнштейна из атомов водорода в 1998 году.
Член Национальной академии наук США (1986), иностранный член Французской академии наук (2002).
Умер 16 июня 2025 года в возрасте 92 лет.

## Награды
- Премия Юлия Эдгара Лилиенфельда (1991)
- Премия Макса Планка (1992)
- Медаль Эрстеда (1997)
- Премия Вольфа (2005)
- Премия Лео Силарда (2005)
- Национальная научная медаль США (2006)[8]
- Медаль Фредерика Айвса (2007)
- Медаль Бенджамина Франклина (2014)[4]
- APS Medal for Exceptional Achievement in Research[англ.] (2017)